# Nettoyage du voisinage d'une orbite
Dans les phases finales de la formation des planètes selon l'hypothèse nébulaire, une planète, au sens de la définition actuelle, se doit d'avoir « éliminé son voisinage », expression imagée pour signifier que, sur sa propre zone orbitale, du point de vue de la gravitation, elle est devenue dominante et qu'il n'existe plus aucun autre corps de taille comparable hormis ses propres satellites naturels, ou bien des corps qui sont placés, d'une façon quelconque ou caractéristique, sous son influence gravitationnelle. Actuellement, la définition du terme « planète » adoptée par l'Union astronomique internationale (UAI) ne comprend que les corps qui ont éliminé le voisinage de leur orbite.
Un gros corps céleste qui respecte les autres critères d'une planète, mais qui n'a pas éliminé son voisinage, est classé comme une planète naine. Ceci concerne le binaire Pluton—Charon, qui partage son voisinage orbital avec les objets de la ceinture de Kuiper tels que les plutinos. La définition de l'UAI ne lie aucun nombre ni aucune équation spécifique à ce terme, mais l'étendue sur laquelle toutes les planètes ont éliminé leur voisinage est bien supérieure à celle de n'importe quelle planète naine ou de n'importe quelle candidate connue à ce jour.
L'expression « éliminer son voisinage » dérive peut-être d'un article présenté à l'Assemblée générale de l'UAI en 2000 par Alan Stern et Harold F. Levison. Les auteurs ont utilisé plusieurs phrases similaires pour développer une base théorique de détermination si un objet en orbite autour d'une étoile est susceptible d'avoir éliminé la région avoisinante des planétésimaux, en se basant sur la masse de l'objet et sur sa période orbitale.
Il était devenu nécessaire d'éclaircir la distinction entre planètes, planètes naines et autres planètes mineures parce que l'UAI avait adopté différentes règles pour designer les nouvelles planètes et les planètes mineures, récemment découvertes, sans formaliser la base pour les distinguer. Le processus de désignation pour Éris 'casée' après l'annonce de sa découverte en 2005, mettait en suspens la clarification de cette première étape.

## Détails
La phrase se réfère à un corps en orbite, une planète ou une protoplanète qui essuierait sa région orbitale au cours du temps, par interaction gravitationnelle avec des corps de taille inférieure situés à proximité. Après de nombreux cycles orbitaux, un gros corps tendra à influer sur de plus petits, soit par accrétion avec lui-même, ou par répulsion vers une autre orbite. En conséquence, il finit par ne plus partager la région de son orbite avec aucun autre corps de dimensions significatives par rapport aux siennes propres, à l'exception de ses propres satellites, ou des corps gouvernés par sa propre influence. Cette dernière restriction exclut toutefois les objets dont l'orbite peut croiser la sienne, mais avec lesquels il ne peut pas entrer en collision du fait de la résonance orbitale, tels que Jupiter et ses satellites troyens, la Terre et (3753) Cruithne ou Neptune et les plutinos.

### Paramètre de Stern et Levinson (2002)
En 2002, Stern et Levinson ont proposé un paramètre, noté Λ (lambda majuscule), qui mesure l'ampleur à laquelle, sur une longue période, un corps éparpille les masses inférieures à l'extérieur de sa zone orbitale. Mathématiquement, Λ est défini comme :
{\displaystyle \Lambda ={\frac {kM^{2}}{P}}}
où k est approximativement une constante, et M et P sont respectivement les masses et les périodes orbitales des corps éparpillés. Deux corps se définissent comme partageant une zone orbitale si leurs orbites traversent une distance radiale commune au corps primaire et leur période non-résonnante diffère de moins d'un ordre de grandeur. La similarité de l'ordre de grandeur dans les exigences relatives à la période exclut les comètes du calcul, mais la masse combinée des comètes se révèle de toute façon négligeable par rapport à celle des autres « petits corps du Système solaire », de telle sorte que leur inclusion aurait eu peu d'impact sur les résultats. Stern et Levinson ont trouvé une différence de cinq ordres de grandeur de magnitude dans Λ entre la plus petite planète tellurique et les astéroïdes les plus gros et les KBO (objets de la Ceinture de Kuiper).
Steven Soter, du Département d'Astrophysique au Museum américain d'Histoire naturelle, a écrit qu'un corps avec une orbite héliocentrique dont le paramètre Λ est supérieur à 1, autrement dit une planète, a éliminé une fraction substantielle des petits corps de son voisinage orbital.

### Discriminant planétaire (Soter, 2006)
Soter a poursuivi en proposant un paramètre qu'il a baptisé discriminant planétaire, désigné par le symbole µ (mu), qui représente une mesure expérimentale du degré réel de nettoyage de la zone orbitale. La grandeur µ se calcule en divisant la masse du corps candidat par la masse totale des autres objets qui partagent sa zone orbitale.
Voici une liste des planètes par ordre décroissant de discriminant planétaire, définie par Steven Soter, où le discriminant μ est le rapport entre la masse des corps et la masse totale des autres corps non résonants et non satellitaires dans la même zone orbitale, également définie par Soter. Figurent aussi le paramètre Λ, le rapport du carré de la masse sur la période orbitale, normalisé par rapport aux valeurs de la Terre (Λ/ΛE). (Noter que ΛE ~ 1,5 × 105, de façon que les valeurs non normalisées de Λ pour les huit planètes définies par l'UAI sont des ordres de magnitudes supérieurs à 1, et les valeurs de Λ pour les planètes naines sont des ordres de magnitudes inférieurs à 1.).

## Dans le Système solaire
Les paramètres calculés pour les corps majeurs du Système solaire sont :
| Rang | Nom      | Paramètre Λ de Stern-Levison | Λ/ΛE        | Discriminant planétaire μ | Masse (kg)         | Type d'objet      | Λ = 1 à (UA) |
| ---- | -------- | ---------------------------- | ----------- | ------------------------- | ------------------ | ----------------- | ------------ |
| 1    | Terre    | 1,53 × 105                   | 1,00        | 1,7                       | 5,973 6 × 1024     | 3e planète        | 2 870        |
| 2    | Vénus    | 1,66 × 105                   | 1,08        | 1,35                      | 4,868 5 × 1024     | 2e planète        | 2 180        |
| 3    | Jupiter  | 1,30 × 109                   | 8510        | 6,25                      | 1,898 6 × 1027     | 5e planète        | 6 220 000    |
| 4    | Saturne  | 4,68 × 107                   | 308         | 1,9                       | 5,684 6 × 1026     | 6e planète        | 1 250 000    |
| 5    | Mars     | 9,42 × 102                   | 0,0061      | 1,8                       | 6,418 5 × 1023     | 4e planète        | 146          |
| 6    | Mercure  | 1,95 × 103                   | 0,0126      | 9,1                       | 3,302 2 × 1023     | 1re planète       | 60           |
| 7    | Uranus   | 3,84 × 105                   | 2,51        | 2,9                       | 8,683 2 × 1025     | 7e planète        | 102 000      |
| 8    | Neptune  | 2,73 × 105                   | 1,79        | 2,4                       | 1,024 3 × 1026     | 8e planète        | 127 000      |
| 9    | Cérès    | 8,32 × 10−4                  | 8,7 × 10−9  | 0,33                      | 9,43 × 1020        | 1re planète naine | 0,0245       |
| 10   | Éris     | 2,15 × 10−3                  | 3,5 × 10−8  | 0,10                      | 1,67 × 1022        | 3e planète naine  | 1,13         |
| 11   | Pluton   | 2,95 × 10−3                  | 1,95 × 10−8 | 0,077                     | 1,29 × 1022 ±10 %  | 2e planète naine  | 0,812        |
| 12   | Makémaké | 2,22 × 10−4                  | 1,45 × 10−9 | 0,02                      | ~4 × 1021          | 5e planète naine  | 0,168        |
| 13   | Hauméa   | 2,68 × 10−4                  | 1,72 × 10−9 | 0,02                      | (4,2 ± 0,1) × 1021 | 4e planète naine  | 0,179        |

## Controverse

Orbites des corps célestes dans la ceinture de Kuiper avec les distances et inclinaisons approximatives. Les objets en rouge sont en résonance orbitale avec Neptune, avec Pluton (grand cercle rouge) localisé à la pointe des plutinos à la résonance 2:3.

Stern, actuellement responsable de la mission New Horizons de la NASA à destination de Pluton, objecte à la reclassification de Pluton le fait que, comme Pluton, la Terre, Mars, Jupiter et Saturne n'ont pas non plus entièrement éliminé leur voisinage orbital. La Terre co-orbite avec 10 000 astéroïdes proches les astéroïdes géocroiseurs, et Jupiter a 100 000 astéroïdes troyens sur son parcours orbital. « Si Neptune avait éliminé (le voisinage de) sa zone orbitale, Pluton ne serait pas là », dit-il désormais.
Cependant, en 2000, Stern lui-même écrivait : « nous définissons une überplanet comme un corps planétaire en orbite autour d'une étoile qui est dynamiquement assez importante pour avoir éliminé les planétésimaux de son voisinage... » et, quelques paragraphes plus loin, « du point de vue de la dynamique, le Système solaire contient huit überplanets, comprenant la Terre, Mars, Jupiter et Neptune ».
La plupart des planétologues comprennent élimination du voisinage comme se référant à un objet dont la masse domine le voisinage, par exemple la Terre qui est beaucoup plus massive que tous les NEA rassemblés, et Neptune bien plus massive que Pluton et le reste des KBO.
L'article de Stern et Levison montre qu'il est possible d'estimer si un objet est susceptible de dominer son voisinage en ne connaissant que la masse de l'objet et sa période orbitale, des valeurs qui sont connues également pour les planètes extra-solaires. Dans tous les cas, la définition récente de l'UAI se limite d'elle-même aux objets en orbite autour du Soleil.